# Nemunėlio Radviliškis
Nemunėlio Radviliškis – miasteczko na Litwie, w okręgu poniewieskim, w rejonie birżańskim, przy ujściu Apaščii do Niemenka. Liczy 729 mieszkańców (2001).

## Historia
Miasteczko zostało założone w 1584 wraz ze zborem protestanckim przez ks. Krzysztofa Radziwiłła. Podczas szwedzkiego potopu zbór, jak i reszta miasteczka zostały zburzone, później odbudowane. Od 1795 pod panowaniem rosyjskim.